# Arpi

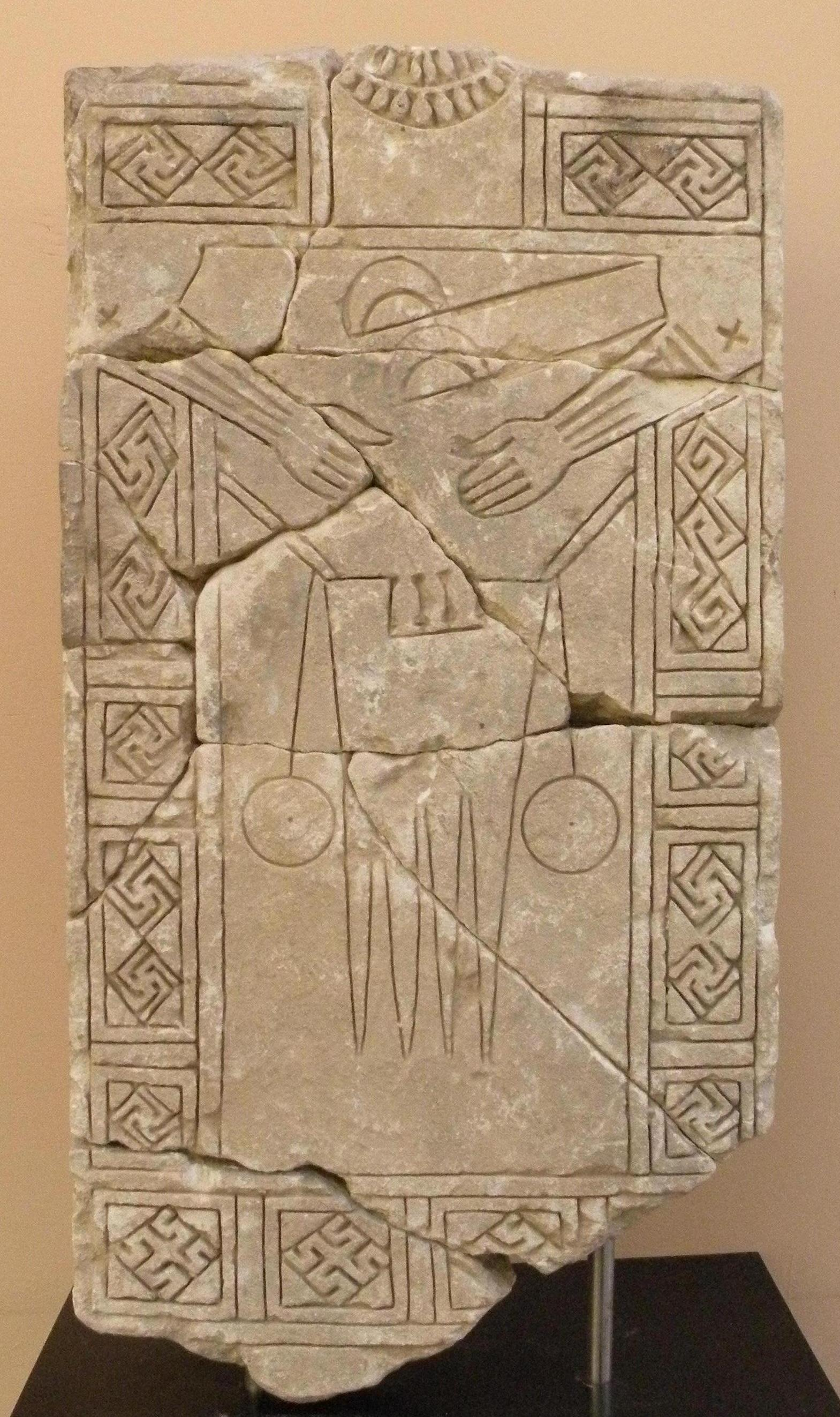
Daunische Stele von Arpi

Arpi war eine antike Stadt der Daunier in der süditalienischen Landschaft Apulien. Andere Namensformen sind Argyripa und Argos Hippion. Der Name lebt in einem Gehöft beim heutigen Foggia fort.
Die Stadt wurde nach einer mythologischen Legende von Diomedes gegründet. In den Samnitenkriegen unterstützte sie 320 v. Chr. Rom, fiel aber im Zweiten Punischen Krieg 216 v. Chr. nach der Schlacht von Cannae von den Römern zu Hannibal ab. Obwohl mit einer starken punischen Besatzung versehen, gelang dem Konsul Quintus Fabius Maximus 213 v. Chr. die Rückeroberung der Stadt. Seit Augustus gehörte Arpi zur 2. Region Italiens (Apulia et Hirpini). Auf ein spätantikes Bistum der Stadt geht das Titularbistum  Arpi der römisch-katholischen Kirche zurück.